# Proceratium californicum
Proceratium californicum är en myrart som beskrevs av Cook 1953. Proceratium californicum ingår i släktet Proceratium och familjen myror. Inga underarter finns listade i Catalogue of Life.

## Bildgalleri

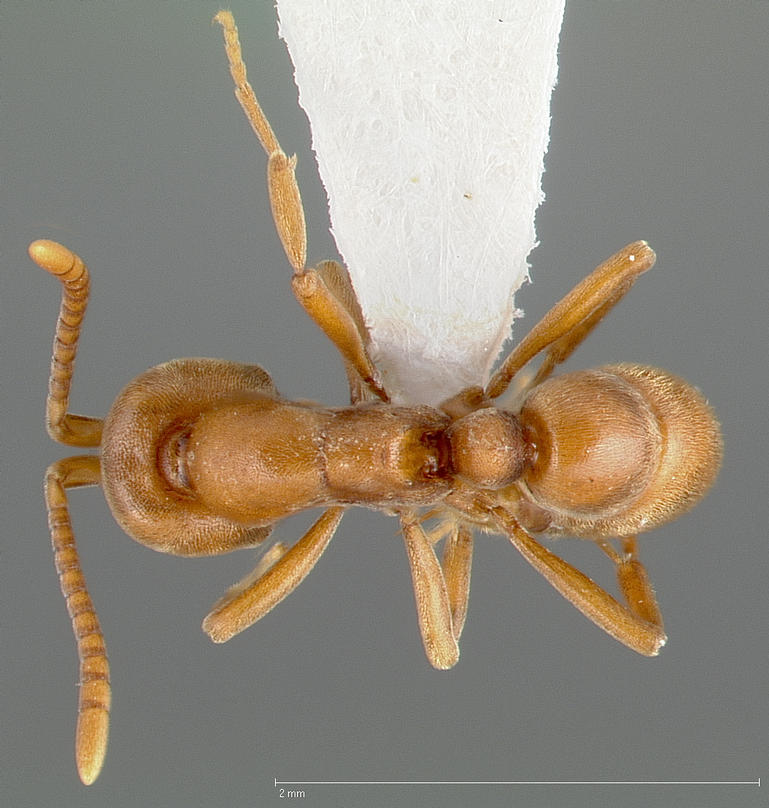
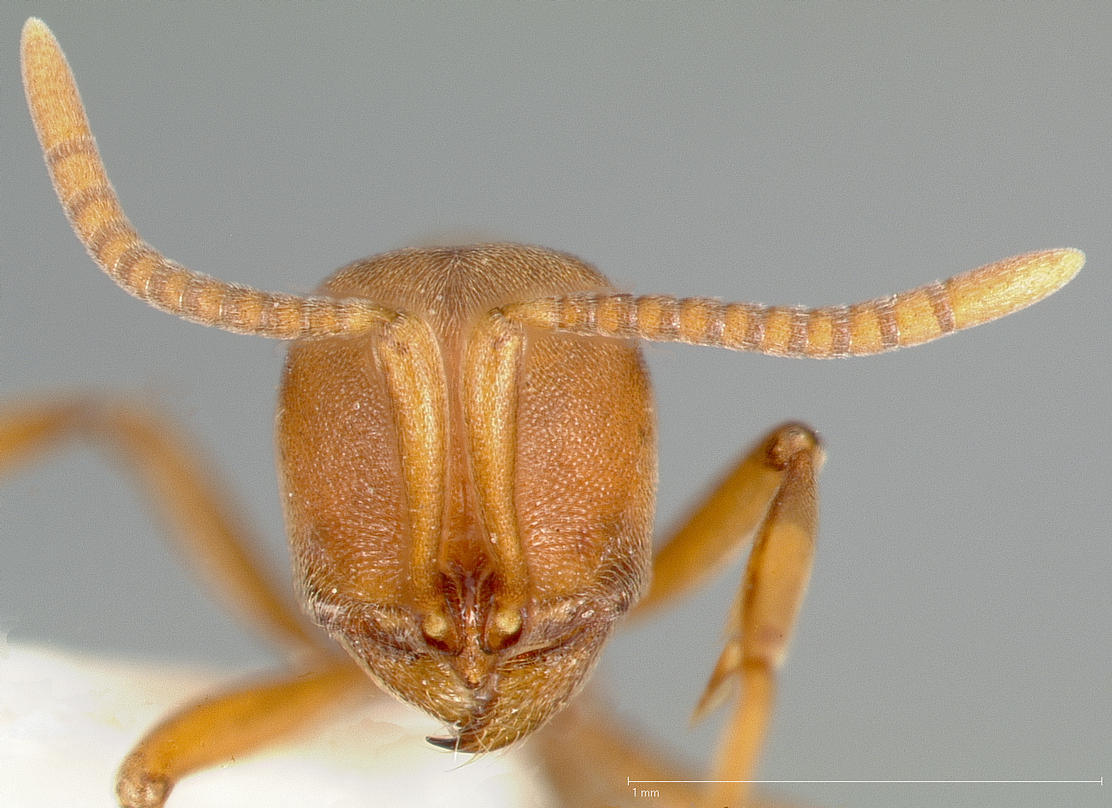
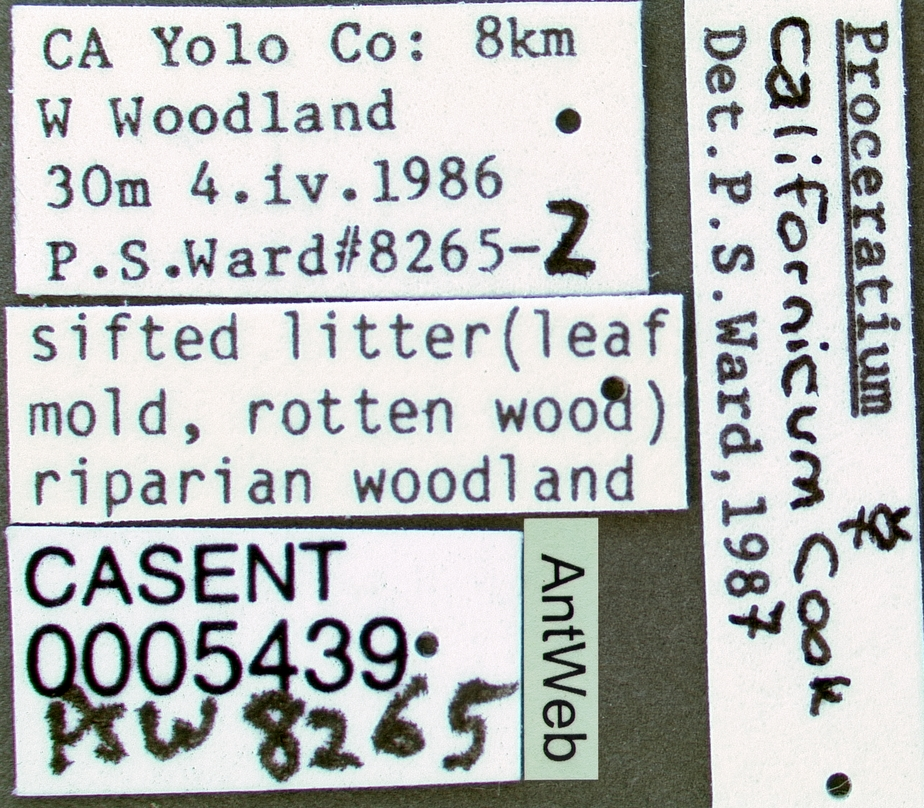
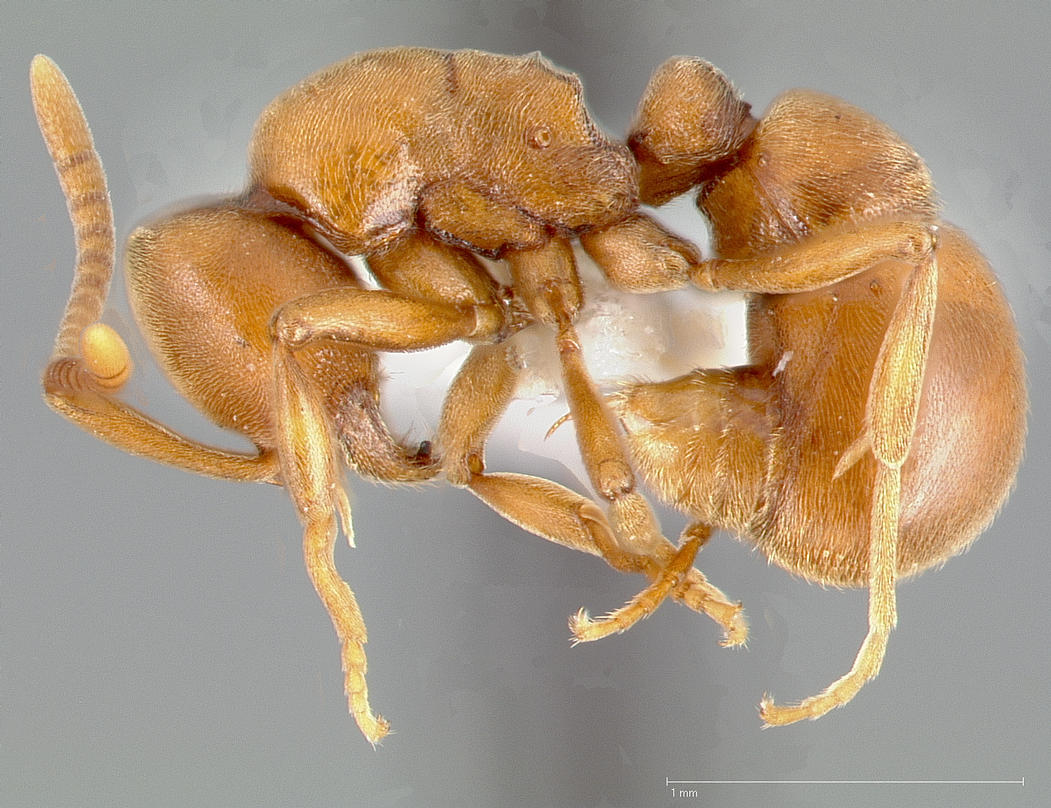